# 2018年12月

## 12月1日
- 美国白宮就总统唐納·川普与中国国家主席习近平在布宜諾斯艾利斯共进工作晚宴发表声明，称这是一次“高度成功的会谈”，并宣布明年1月1日不对2000億美元中国产品提高关税，而中国则同意购买大量的美国产品，包括立即购买农产品。双方还同意就“结构性改变”的问题展开谈判。[1]
- 洛佩斯·奥夫拉多尔就任墨西哥总统。[2]
- 法國第三個週末的「黃背心」示威在多個城市爆發大規模衝突，巴黎的凱旋門成為「黃背心」騷亂者的目標，凱旋門的外牆被塗污，紀念品店遭搗毀，更有多個雕塑古蹟受破壞。正在阿根廷出席G20峰會的法國總統馬克龍，指責沒有任何理由可以令凱旋門受玷污。[3]
- 印度总理纳伦德拉·莫迪於2018年二十國集團布宜諾斯艾利斯峰會期間，與義大利總理朱塞佩·孔特提出主辦第十七次高峰會的異動請求，最終達成共識改為意大利承辦第十六次高峰會。[4]
- 中國華為公司創始人任正非的長女，華為現任副董事長兼首席財務官（CFO）孟晚舟在加拿大溫哥華轉機時，被加拿大當局拘捕。加拿大方面是以應美國政府要求。[5]

## 12月2日
- 法國羅訥河口省凌晨2時一個「黃背心」設置的路障發生三車連環相撞意外，一輛汽車先撞上因路障停下的貨車，再被另一輛車從後撞上，夾在中間的汽車司機死亡，是「黃背心」示威運動下第三名死者。[6]

## 12月3日
- 俄羅斯聯合號載人火箭同日發射成功，聯合號是2011年美國太空梭除役後，唯一可載運太空人至太空軌道上與太空站連結之載具。[7]

## 12月8日
- 同日凌晨2时23分，中國嫦娥四号在四川省西昌卫星发射中心運用长征三号乙运载火箭成功发射。預計2019年登陸月球背面的撞擊坑與在地巡察作業[8][9]。

## 12月9日
- 2018年亞美尼亞議會選舉（英语：2018 Armenian parliamentary election）進行投票。[10]

## 12月10日
- 中國國家安全部以涉嫌危害國家安全為由拘捕前加拿大外交官，國際危機組織(ICG)顧問康明凱（Michael Kovrig），但直至12日下午才正式通知加拿大政府。

## 12月11日
- 法国斯特拉斯堡發生枪击案，造成5人喪生。[11][12]

## 12月13日
- 土耳其政府公報同日刊載，預計成立土耳其太空局（英語：Turkey Space Agency）之「總統令」，此為該國總統艾爾多安之前所提出的行動計畫之一。[13]
- 馬來西亞通訊及多媒體委員會，同日宣布將成立5G網路工作小組，預計2019年第3季公布全國5G落實計畫。[14]
- 加拿大商人迈克尔（Spavor Michael Peter Todd）因涉嫌从事危害中国国家安全的活动，被遼寧省丹東市國安局拘捕。成為繼康明凱後第二位被中國拘捕的加拿大人。

## 12月16日
- 拉尼尔·维克勒马辛哈再次宣誓就任斯里兰卡总理。[15]
- 美軍在12月15日和16日6次空襲索马里的青年党目標，共殺死62名極端分子。[16]

## 12月19日
- 德國《明镜》周刊承認旗下一名獲獎記者克拉斯·雷洛提烏斯（英语：Claas Relotius）於多篇文章造假。[17]

## 12月20日
- 美国总统唐納·川普宣布国防部长詹姆斯·马蒂斯将於2019年2月離任。[18]

## 12月22日
- 从美国东部时间12月22日0時开始，由于美國联邦政府开支授权脱节，导致政府部分停摆。[19]
- 古巴全国人民政权代表大会通過新憲法草案，內容包括為包括古巴國務委員會主席在內的領導人設立任期制，古巴部長會議主席的職權重新獨立。新憲法將於2019年2月交付公民投票表決。[20]
- 印度尼西亚巽他海峡因喀拉喀托火山活动引发大海啸。至少有281人因此遇难[21][22]。

## 12月24日
- 甫當選墨西哥普埃布拉州州長的瑪莎·埃里卡·阿隆索·伊達爾戈（英语：Martha Erika Alonso Hidalgo）與其夫乘坐的直升機於該州一小鎮失事墜毀，機上五人全數罹難[23]。

## 12月25日
- 比特幣自從2017年創下19142美元的歷史高點，隨後不斷下挫，如今狂瀉8成，導致加密貨幣挖礦處理器需求銳減[24]。

## 12月26日
- 日本內閣官房長官菅義偉，在星期三的例行記者會中宣布：將退出國際捕鯨委員會，將自行捕鯨做為商業用途。日本預計從明年七月開始，重新進行商業捕鯨。[25]

## 12月28日
- 敘利亞政府軍進駐曼比季地區，與此同時敘利亞庫爾德族武裝人民保護部隊宣佈撤出該地。[26]

## 12月30日
- 孟加拉國舉行國民議會選舉。[27]
- 2018年剛果民主共和國大選進行投票。[28]